# Grog (film)
Grog è un film italiano del 1982 diretto da Francesco Laudadio.

## Trama
Due evasi durante una sommossa, con ostaggio un agente di custodia, taciturno fino al catatonismo, irrompono in una casa signorile sequestrando sette persone. Assediati dalle forze dell'ordine, il loro gesto viene ripreso in diretta da un network, con tanto di presentatore che ne assume la regia, in nome dello spettacolo, dell'ascolto e della commessa pubblicitaria.

## Curiosità
- Christian De Sica, presentatore nel film, conduceva allora uno spettacolo a quiz su Retequattro.

## Riconoscimenti
- David di Donatello 1983
  - Miglior regista esordiente a Francesco Laudadio.